# دریاچه ایلوپانگو
دریاچه ایلوپانگو (به اسپانیایی: Lago de Ilopango) یک دریاچه در السالوادور است که در السالوادور واقع شده‌است. دریاچه ایلوپانگو ۴۵۰ متر بالاتر از سطح دریا واقع شده‌است.